# Eugenio De Liguoro
Eugenio de Liguoro (6 de marzo de 1895 – 30 de junio de 1952) fue un actor y director cinematográfico de nacionalidad italiana. 

## Biografía
Nacido en Nápoles, Italia, inició su carrera artística como actor teatral, pasando después a interpretar papeles protagonistas en el cine mudo, a menudo bajo la dirección de su padre, Giuseppe De Liguoro. A partir de 1918, inició también su faceta como director, realizando un número no muy abundante de películas, siendo una de ellas la comedia de 1933 Country Air.
En los años 1920 pasó un tiempo en la India, donde trabajó como director. A su vuelta a Italia participó como guionista y actor en varias cintas. Volvió a trabajar en el extranjero, en Chile, viajando posteriormente a Los Ángeles, Estados Unidos, donde dirigió la película Stop that Cab en 1950.
Eugenio De Liguoro falleció de manera súbita en Los Ángeles, California, en 1952. Era hermano del director Wladimiro De Liguoro. 

## Filmografía
- Pulcinella, de A. Mucchi (1915), actor.
- Patria mia!, de Giuseppe De Liguoro (1915), actor.
- Lorenzaccio, de Giuseppe De Liguoro (1918), actor.
- Iris, de Giuseppe De Liguoro (1918), actor.
- Fascino d'oro (1919), director.
- Nala Damyanti (1920), director.
- Dhruva Charitra (1920), director.
- Palio, de Alessandro Blasetti (1932), actor.
- Aria di paese (1933), director.
- Piccola mia (1933), director.
- El hechizo del trigal (1939), director.
- Stop that Cab (1950), director.